# Саади, Идрисс
Идри́сс Саади́ (араб. إدريس سعدي‎, 8 февраля 1992) — алжирский футболист, нападающий. На юношеском уровне выступал за сборные Франции, на взрослом играл за сборную Алжира.

## Клубная карьера
Идрисс Саади — воспитанник французских клубов «Валанс» и «Сент-Этьен». 28 августа 2010 года он дебютировал во французской Лиге 1, выйдя на замену в самой концовке домашнего поединка против «Ланса».
Первую половину 2012 года Саади провёл на правах аренды за команду французской Лиги 2 «Реймс», а сезон 2012/13 — за «Газелек Аяччо», также в Лиге 2. С начала 2014 по середину 2015 года он представлял «Клермон».
В конце августа 2015 года алжирец перешёл в английский «Кардифф Сити», а летом следующего года был отдан в аренду бельгийскому «Кортрейку». По итогам сезона 2016/17 алжирец с 16 забитыми мячами разделил четвёртое место в списке лучших бомбардиров Лиги Жюпиле с ещё двумя футболистами.
В июле 2017 года Идрисс Саади подписал контракт с французским «Страсбуром», вернувшимся в Лигу 1.

## Карьера в сборной
6 июня 2017 года Идрисс Саади дебютировал в составе сборной Алжира, выйдя на замену в домашнем товарищеском матче против команды Гвинеи.